# Équipe cycliste Vib Natural Greatness
L'équipe cycliste Vib Natural Greatness est une équipe cycliste féminine bahreïnienne, créée en 2020. 

## Encadrement
Le directeur sportif est Javier Soler. Il est assisté de Bernado Ordinana. Le représentant de l'équipe auprès de l'UCI est Faisal Alenzi.

## Vib Sports en 2021

### Effectif
| Effectif 2021      | Effectif 2021     | Effectif 2021 | Effectif 2021                   |
| Cycliste           | Date de naissance | Pays          | Équipe précédente               |
| ------------------ | ----------------- | ------------- | ------------------------------- |
| Maha Abdulbaqi     | 20 décembre 1989  | Bahreïn       |                                 |
| Hadeer Ahmed       | 7 juillet 1989    | Irak          |                                 |
| Amna Alaamer       | 26 juin 1982      | Bahreïn       |                                 |
| May Alhaji         | 16 juillet 1981   | Bahreïn       |                                 |
| Olivia Bentley     | 2 février 1991    | Royaume-Uni   |                                 |
| Georgia Bullard    | 20 décembre 2000  | Royaume-Uni   | Brother UK-Tifosi-Onform (2019) |
| Melisa Gomiz Perez | 8 décembre 2000   | Espagne       | Delikia Ginestar (2019)         |
| Maha Habib         | 16 juin 1984      | Bahreïn       |                                 |
| Esthefania Hurtado | 18 février 2002   | Espagne       |                                 |
| Muneera Khamis     | 1 mai 2000        | Bahreïn       |                                 |
| Marta Romeu        | 21 mai 1992       | Espagne       |                                 |
| Sofia Sanchez      | 7 mars 2002       | Espagne       |                                 |
| Maryoly Sosa       | 25 août 2001      | Venezuela     |                                 |
| Somayeh Yazdani    | 6 octobre 1990    | Iran          |                                 |
|                    |                   |               |                                 |
| Source : UCI       |                   |               |                                 |

### Victoires

#### Sur route
| Victoires | Victoires | Victoires | Victoires | Victoires | Victoires |
| Date      | Course    | Pays      | Classe    | Vainqueur |           |
| --------- | --------- | --------- | --------- | --------- | --------- |

### Classement mondial
| Classement UCI | Classement UCI  | Classement UCI | Classement UCI |
| Coureuse       | Coureuse        | Pays           | Points         |
| -------------- | --------------- | -------------- | -------------- |
| 303e           | Somayeh Yazdani | Iran           | 65 pts         |